# Leodegario
Leodegario  è un nome proprio di persona italiano maschile.

## Varianti
- Maschili: Ludgario[1], Ludgero[1], Lugdero[1]

### Varianti in altre lingue
- Basso-tedesco: Lüder, Ludger[2]
- Germanico: Leudagar[3][4], Liudiger[3], Liudegar[3], Liutger[3], Leodegar[3]
- Latino: Leodegarius[1], Ludgerus[1]
- Olandese: Ludger[2]
- Tedesco: Ludger[2], Luitger[4]

## Origine e diffusione
Deriva dal nome germanico Leudagar, composto da leud ("gente") e ger ("lancia").

## Onomastico
L'onomastico si può festeggiare il 26 marzo in memoria di san Ludgero di Münster, vescovo benedettino frisone, oppure il 2 ottobre in ricordo di san Leodegario di Autun, vescovo.

## Persone

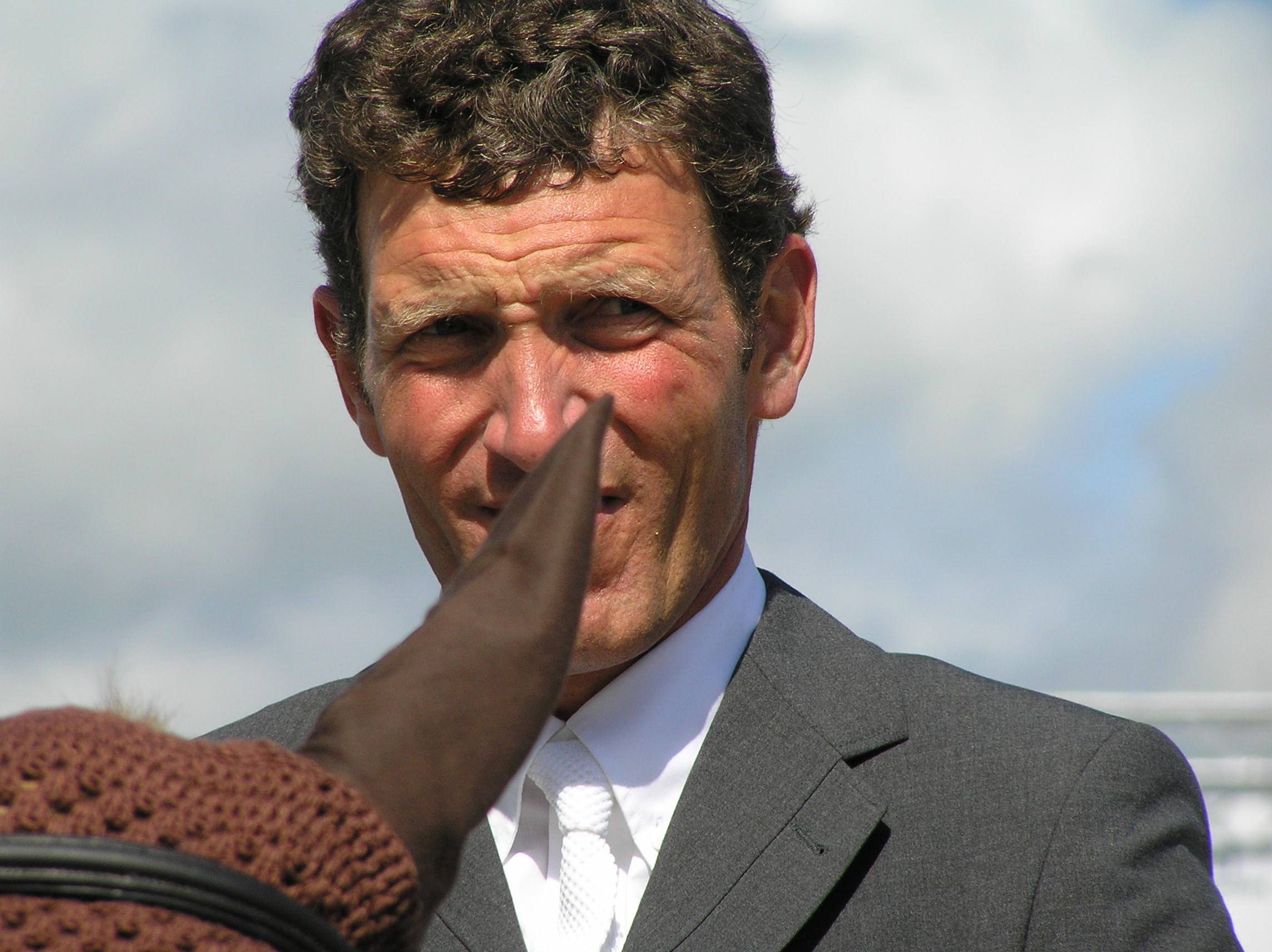
Ludger Beerbaum

- Leodegario di Autun, vescovo e santo franco
- Leody de Guzmán, sindacalista e attivista filippino

### Variante Ludger
- Ludger Beerbaum, cavaliere tedesco
- Ludger Lohmann, organista tedesco
- Ludger Mintrop, geofisico e sismologo tedesco
- Ludger Tom Ring il Giovane, pittore tedesco
- Ludger Stühlmeyer, cantore, musicologo, compositore e organista tedesco

### Altre varianti
- Ludgero di Münster, abate, vescovo e santo tedesco
- Leodegar Coraggioni, numismatico svizzero